# Unión Caribeña de Fútbol
La Unión de Fútbol del Caribe (CFU) (también, Unión Caribeña del Fútbol), comúnmente conocida por sus siglas en español UFC, es un organismo de fútbol que se encarga de la administración y representación del fútbol caribeño. Actualmente afiliada  a la Concacaf.
En total representa 25 miembros de la FIFA y 6 no afiliados a la FIFA. Además cuenta con dos asociaciones extra las cuales son la Asociación de Fútbol de las Islas de Barlovento: WIFA con Dominica, San Vicente y las Granadinas, Santa Lucía y Granada como miembros y la Asociación de Fútbol de las Islas Sotavento: LIFA con Antigua y Barbuda, Anguila, Montserrat, Sint Maarten, San Martín, Isla San Cristóbal, Isla Saint Croix, Isla Tórtola, Isla Nieves, Isla Santo Tomás, Isla Virgen Gorda e Isla Antigua como miembros. Estas dos asociaciones cuentan con su propia copa.
La principal competición de la CFU (a nivel de clubes) es el CFU Club Shield que otorga 2 cupos a la Copa Caribeña de la Concacaf.

## Países miembros
| Código  | Asociación Nacional                  | Selección | Fundación | FIFA |
| ------- | ------------------------------------ | --------- | --------- | ---- |
| AIA     | Anguila                              | H, F      | 1990      | 1996 |
| ATG     | Antigua y Barbuda                    | H, F      | 1928      | 1972 |
| ARU     | Aruba                                | H, F      | 1932      | 1988 |
| BAH1    | Bahamas                              | H, F      | 1967      | 1968 |
| BRB     | Barbados                             | H, F      | 1910      | 1968 |
| BER1    | Bermudas                             | H, F      | 1928      | 1962 |
| BON3    | Bonaire                              | H, F      | 1960      |      |
| CUB     | Cuba                                 | H, F      | 1924      | 1932 |
| CUR     | Curazao                              | H, F      | 2010      | 2010 |
| DMA     | Dominica                             | H, F      | 1970      | 1994 |
| GRN     | Granada                              | H, F      | 1924      | 1978 |
| GPE3    | Guadalupe                            | H, F      | 1961      |      |
| GUY2    | Guyana                               | H, F      | 1902      | 1970 |
| GUF2, 3 | Guayana Francesa                     | H, F      | 1962      |      |
| HAI     | Haití                                | H, F      | 1904      | 1934 |
| CAY     | Islas Caimán                         | H, F      | 1966      | 1992 |
| TCA     | Islas Turcas y Caicos                | H, F      | 1996      | 1998 |
| VGB     | Islas Vírgenes Británicas            | H, F      | 1974      | 1996 |
| VIR     | Islas Vírgenes de los Estados Unidos | H, F      | 1992      | 1998 |
| JAM     | Jamaica                              | H, F      | 1910      | 1962 |
| MTQ3    | Martinica                            | H, F      | 1953      |      |
| MSR     | Montserrat                           | H, F      | 1994      | 1996 |
| PUR     | Puerto Rico                          | H, F      | 1940      | 1960 |
| DOM     | República Dominicana                 | H, F      | 1953      | 1958 |
| MAF3    | Saint-Martin                         | H, F      | 1999      |      |
| SKN     | San Cristóbal y Nieves               | H, F      | 1932      | 1992 |
| VIN     | San Vicente y las Granadinas         | H, F      | 1979      | 1988 |
| LCA     | Santa Lucía                          | H, F      | 1979      | 1988 |
| SXM3    | Sint Maarten                         | H, F      | 1986      |      |
| SUR2    | Surinam                              | H, F      | 1920      | 1929 |
| TRI     | Trinidad y Tobago                    | H, F      | 1908      | 1964 |

Notas
1 Geográficamente en Norteamérica pero miembro de la CFU.
2 Geográficamente en Sudamérica pero miembro de la Concacaf y la CFU.
3 No están asociados a la FIFA.

## Equipos caribeños participantes en laCopa Mundial de Fútbol
1 participación cada uno
- Cuba (1938)
- Haití (1974)
- Jamaica (1998)
- Trinidad y Tobago (2006)

## Equipos caribeños participantes encompeticiones continentales de la CONCACAF
Se consigna aquí el cúmulo de participaciones tanto en la Copa de Oro de la Concacaf como en su antecesora, la Copa Concacaf de naciones:
- Trinidad y Tobago 18 participaciones
- Haití 16 participaciones
- Jamaica 15 participaciones
- Cuba 12 participaciones
- Martinica 8 participaciones
- Guadalupe 5 participaciones
- Antillas Neerlandesas 4 participaciones
- Granada 3 participaciones
- Surinam 3 participaciones
- San Vicente y las Granadinas 1 participación
- San Cristóbal y Nieves 1 participación

(*) Antillas Neerlandesas desapareció como selección en el 2010. La FIFA considera a Curazao como su heredera.

## Clásicos Caribeños
- Jamaica - Haití .[1]
- Jamaica - Trinidad y Tobago. Este es el clásico caribeño por excelencia. Aquí se pelea el nombre de selección más grande del Caribe[2]
- Haití - Trinidad y Tobago
- Cuba - Curazao. Este es un clásico secundario o moderno. En este partido se define el " cuarto grande" del Caribe.[3]
- República Dominicana - Puerto Rico[4]
- Puerto Rico - Cuba. Fue un clásico en los años 90 debido a la situación política. Es el clásico del béisbol.[5]
- Haití - Cuba

## Top 15 histórico
1. Jamaica
2. Trinidad y Tobago
3. Haití
4. Curazao
5. Cuba
6. Martinica
7. Granada
8. Surinam
9. Guadalupe
10. Guyana
11. Antigua y Barbuda
12. República Dominicana
13. San Cristóbal y Nieves
14. Barbados
15. San Vicente y las Granadinas

## Equipos caribeños participantes en losJuegos Olímpicos
- Cuba 2 participaciones
- Antillas Neerlandesas 1 participación
- República Dominicana 1 participación

## Clasificación Mundial de la FIFA
La más reciente Clasificación mundial de la FIFA del 21 de octubre de 2021 

| Puesto Ranking FIFA | País                                 | Puntos | Cambio |
| ------------------- | ------------------------------------ | ------ | ------ |
| 59.º                | Jamaica                              | 1407   | 0      |
| 81.º                | Curazao                              | 1298   | 2      |
| 86.º                | Haití                                | 1268   | 1      |
| 101.°               | Trinidad y Tobago                    | 1207   | 0      |
| 128.°               | Antigua y Barbuda                    | 1131   | 2      |
| 138.º               | San Cristóbal y Nieves               | 1077   | 0      |
| 139.º               | Surinam                              | 1077   | 0      |
| 157.º               | República Dominicana                 | 1029   | 0      |
| 162.º               | Barbados                             | 995    | 0      |
| 166.º               | Bermudas                             | 982    | 0      |
| 168.º               | Granada                              | 974    | 1      |
| 174°                | Puerto Rico                          | 962    | 2      |
| 175°                | San Vicente y las Granadinas         | 960    | 2      |
| 176°                | Guyana                               | 958    | 2      |
| 177°                | Santa Lucía                          | 953    | 1      |
| 178°                | Montserrat                           | 950    | 1      |
| 179°                | Cuba                                 | 946    | 0      |
| 183°                | Dominica                             | 916    | 0      |
| 196°                | Islas Caimán                         | 873    | 0      |
| 201°                | Aruba                                | 859    | 0      |
| 202°                | Bahamas                              | 858    | 0      |
| 205°                | Islas Turcas y Caicos                | 839    | 1      |
| 207°                | Islas Vírgenes de los Estados Unidos | 816    | 0      |
| 208°                | Islas Vírgenes Británicas            | 812    | 0      |
| 209°                | Anguila                              | 792    | 0      |

## Ligas Nacionales
| Liga                                     | Campeón Vigente                   | Temporada Más Reciente |
| ---------------------------------------- | --------------------------------- | ---------------------- |
| AFA Senior Male League                   | Roaring Lions FC                  | 2021/22                |
| ABFA Premier League                      | Liberta                           | 2018-19                |
| Aruba Division di Honor                  | Dakota                            | 2021/22                |
| BFA Senior League                        | IM Dynamos FC                     | 2019                   |
| Digicel Premier League                   | BDF                               | 2018/19                |
| Premier Division                         | Dandy Town Hornets                | 2021/22                |
| Kampionato                               | SV Real Rincon                    | 2019                   |
| Campeonato Nacional                      | FC Santiago De Cuba               | 2019                   |
| Sekshon Pagá                             | Jong Holland                      | 2021                   |
| Cable and Wireless B-Mobile              | Northern Concrete & Steel Bombers | 2013/14                |
| Grenade League                           | Hard Rock                         | 2013                   |
| Ligue Guadeloupéenne de Football         | CS Moulien                        | 2012/13                |
| Ligue de Football de La Guyane Française | ASC Le Geldar                     | 2012/13                |
| GFF Superliga                            | Alpha United                      | 2013/14                |
| Championnat National                     | AS Mirebalais                     | 2013                   |
| Cayman Islands League                    | Bodden Town                       | 2012/13                |
| WIV Provo Premier League                 | AFC Academy                       | 2014                   |
| BVIFA Football League                    | Islanders FC                      | 2012/13                |
| U.S. Virgin Islands Championship         | Helenites SC                      | 2013/14                |
| Premier League                           | Harbour View FC                   | 2012/13                |
| Ligue de Football de la Martinique       | Club Franciscain                  | 2012/13                |
| Montserrat Championship                  | Ideal SC                          | 2003/04                |
| Puerto Rico Soccer League                | Sevilla                           | 2012                   |
| Liga Dominicana de Fútbol                | Universidad O&M FC                | 2020                   |
| Championnat de Saint-Martin de Football  | Attackers SC                      | 2012/13                |
| Saint Kitts Premier Division             | Conaree FC                        | 2012/13                |
| NLA Premier League                       | BESCO Pastures                    | 2013/14                |
| Gold Division                            | Big Players FC                    | 2013                   |
| Kampioenschap van Sint Maarten           | D&P Connection FC                 | 2006/07                |
| SVB-Hoofdklasse                          | Inter Moengotapoe                 | 2016/17                |
| TT Pro League                            | Defence Force FC                  | 2012/13                |